# 紫原政文
紫原 政文（しはら まさふみ、1968年3月5日- ）は、福岡県久留米市出身の競輪選手。日本競輪学校（当時。以下、競輪学校）第61期生。日本競輪選手会福岡支部所属、ホームバンクは久留米競輪場。師匠は中野浩一（35期）。

## 経歴
福岡県立八女工業高等学校在学中は陸上部に在籍していたが、これは師匠である中野浩一と全く同じ経歴であり、このことから在学中に中野から直々に声をかけられ、競輪へ転向することになった。
1987年、競輪学校に第61期生して入学。同期には神山雄一郎、山田裕仁、安田光義（日本競輪選手会理事長）らがいる。
1988年5月3日に京都向日町競輪場でデビューし2着。初勝利は翌5月4日。
1990年の競輪祭新人王戦で優勝し、中野の弟子でもあったことから大きな注目を浴びたが、1996年の競輪祭競輪王戦決勝3着の他に大きな成績を出すことはできなかった。しかしその後も息の長い活躍を続け、2012年までは毎年特別競輪（現在のGI）に出場した。
3月に不惑の40歳を迎えた2008年は大活躍の年となり、年初の立川（完全優勝）、2月の佐世保の両記念を制覇したことで弾みをつけ、9月に一宮競輪場で開催されたオールスター競輪で決勝2着に入り、11月に広島競輪場で開催されたふるさとダービーでも決勝2着に入ったことで、最後の最後までKEIRINグランプリ出場を争う活躍を見せ、全日本選抜競輪（西武園競輪場）3日目までは賞金上位順でグランプリ出場権獲得圏内に位置していたが、同大会最終日、決勝5着となった佐藤友和に逆転され、惜しくも出場権を逃した。しかし2008年の賞金獲得ランキング上位18名が選出される2009年のS級S班格付けについては初の選出を果たした。
その後は加齢による衰えもあり2023年下期ではA級1班に降格したが、56歳となった2024年上期に再びS級2班に返り咲き、同年下期もS級2班格付けを維持する。同じく2024年下期ではS級2班である神山雄一郎とともに、数少なくなった第61期生として活躍を続けている。

## 主な獲得タイトル
- 1990年 - 競輪祭新人王戦（小倉競輪場）

## 競走スタイル
デビューからは先行・捲りを主体とした自力戦法の選手として活躍していたが、30代となってからは捲りをも併せ持つ追い込み選手となった。晩年は一般的な追い込み選手（いわゆる「マーク屋」）となっていた。

## エピソード
以下は、中野浩一著「競輪へ行こう」（ゴマブックス刊）を参考文献とした話である。
師匠の中野から見て、競輪学校の在校競走成績順位が低かった（全生徒98名中63位）ということもあり、競輪選手として、このままでは恐らく大成しないだろうと考えていたという。
ところが、競輪学校の卒業式が終わり、他の生徒はその後地元へと戻る中、たまたま中野が、1988年の日本選手権競輪へ向けて、競輪学校で合宿練習に入っていたこともあり、紫原がじきじきに、「これからどうしましょう？」と中野に尋ねたところ、「いいからこのまま残って俺たちと一緒に合宿に入れ！」という指示を受け、その後1週間ほど中野らと共に練習を重ねたという。
すると、上述の通り、紫原は新人王を獲得したばかりでなく、のちに長くS級トップクラスの選手として活躍を続けたため、競輪学校卒業後も気を緩めることなく練習を続けてさえいれば、競輪選手になってから十分活躍できるということを証明したと述べている。
したがって師匠である中野もまた、努力することがいかに大事かということを、弟子の紫原の活躍を通じて改めて認識させられたという。